# Cud w Krakowie
Cud w Krakowie – polsko-węgierski film obyczajowy z 2004 roku.

## Obsada aktorska
- Eszter Biro − Eszter Ranki
- Maciej Adamczyk − Piotr
- Franciszek Pieczka − rabin Lewi
- Itala Bekes − Mancika, babcia Piotra
- Daniel Armin Ivan − młody Piotr
- Bartłomiej Świderski − cyrkowiec Aurel
- Stanisława Celińska − ciotka Żura, matka Aurela
- Jerzy Trela − Grzegorz, ojciec Aurela
- Jerzy Nowak − mistrz Grzegorz, opiekun cmentarza
- Marcin Kuźmiński − Bolek Małgorz